# X-chromosomale Ichthyose
Die X-chromosomale Ichthyose ist eine zu den Verhornungsstörungen gehörende Genodermatose und gilt als zweithäufigste Form einer Ichthyose mit dem Hauptmerkmal Hyperkeratose.
Synonyme sind: Steroidsulfatase-Mangel; Rezessive Ichthyosis vulgaris; geschlechtsgebundene Ichthyosis vulgaris; Ichthyosis vulgaris, Typ Wells-Kerr; Wells-Kerr-Ichthyosis; Ichthyosis sauroderma; xerodermia; Ichthyosis serpentina; englisch X-linked ichthyosis; XLI
Die Erstbeschreibung stammt aus dem Jahre 1928 von K. Csorsz.
Die Namensbezeichnung bezieht sich auf die Autoren einer Veröffentlichung aus dem Jahre 1965 durch R. S. Wells und C. B. Kerr.

## Verbreitung
Die Häufigkeit wird mit 1–5 zu 10.000 angegeben, die Vererbung erfolgt X-chromosomal-rezessiv.
Bezogen auf die fast ausschließlich betroffenen Knaben liegt die Häufigkeit bei 1 zu 2.000-4.000.

## Ursache
Der Erkrankung liegen Mutationen  oder wesentlich häufiger Deletionen im STS-Gen auf dem X-Chromosom Genort p22.31 zugrunde, welches für die Steroid-Sulfatase kodiert, die an der Regulation der Permeabilitätsschranke und der Desquamation der Haut beteiligt ist.
Es gibt auch Formen ohne Steroid-Sulfatasemangel.
Deletionen an dieser Stelle finden sich auch beim Mikrodeletionssyndrom Xp22.3.

## Im Rahmen von Syndromen
Eine Kombination mit weiteren nicht die Haut betreffenden Symptomen wird als syndromale Form bezeichnet und findet sich bei:
- Kallmann-Syndrom
- hypergonadotropem Hypogonadismus
- okulokutanem Albinismus Typ 1

## Klinische Erscheinungen
Klinische Kriterien sind:
- Krankheitsbeginn schon in den ersten Lebenstagen
- nicht gerötete, lockere Hautschuppen, später schmerzhaft, am Stamm, den Extremitäten und am Hals bevorzugt
- Hautfalten, Handflächen und Fußsohlen ausgespart
- Abnehmende Schuppenbildung mit dem Alter

Hinzu können Maldescensus testis, Hornhauttrübungen, eine Aufmerksamkeitsdefizit-Hyperaktivitätsstörung kommen.

## Diagnose
Eine Diagnose ist bereits im Mutterleib möglich, weil der Östriolspiegel bei der Mutter vermindert ist.
Nach der Geburt kann durch Serumprotein-Elektrophorese, Messung der SPS-Aktivität in Fibroblasten oder Leukozyten die Diagnose bestätigt werden.

## Differentialdiagnose
Abzugrenzen sind:
- Ichthyosis vulgaris
- Autosomal-rezessive kongenitale Ichthyose (ARCI)
- syndromale Formen
- Multipler Sulfatase-Mangel

## Geschichte
Ein Jahr nach der Erstbeschreibung publizierte H. Orel über die Vererbung der angeborenen Ichthyosen.